# 2MASX J15352966+3041297
2MASX J15352966+3041297 ist eine Galaxie im Sternbild Corona Borealis am Nordsternhimmel. Sie ist schätzungsweise 1,3 Milliarden Lichtjahre von der Milchstraße entfernt und hat einen Durchmesser von etwa 145.000 Lichtjahren. Vom Sonnensystem aus entfernt sich das Objekt mit einer errechneten Radialgeschwindigkeit von näherungsweise 28.400 Kilometern pro Sekunde.
Nach Lage der Daten bildet sie gemeinsam mit PGC 1913946 ein gravitatives gebundenes Galaxienpaar.

## Galaktisches Umfeld
| Nr. | Galaxie                 | Alternativname            | Rek           | Dek           | Distanz/asec |
| --- | ----------------------- | ------------------------- | ------------- | ------------- | ------------ |
| →   | 2MASX J15352966+3041297 | ASK 327209.0              | 15h35m29.633s | +30d41m29.54s | 0            |
| 1   | LEDA/PGC 1913946        | 2MASX J15352663+3041317   | 15h35m26.676s | +30d41m31.51s | 37.88        |
| 2   | LEDA/PGC 1913614        | 2MASX J15351958+3041027   | 15h35m19.603s | +30d41m02.53s | 132.35       |
| 3   | LEDA/PGC 1915804        | 2MASX J15351950+3044067   | 15h35m19.510s | +30d44m06.62s | 203.85       |
| 4   | LEDA/PGC 1916512        | 2MASX J15353361+3045127   | 15h35m33.665s | +30d45m12.53s | 228.52       |
| 5   | LEDA/PGC 1913237        | 2MASX J15351090+3040316   | 15h35m10.906s | +30d40m31.93s | 248.42       |
| 6   | LEDA/PGC 1916194        | 2MASX J15350650+3044424   | 15h35m06.487s | +30d44m42.58s | 355.48       |
| 7   | LEDA/PGC 1913562        | 2MASX J15345889+3040574   | 15h34m58.937s | +30d40m58.27s | 397.72       |
| 8   | LEDA/PGC 55517          | UGC 9920                  | 15h35m17.729s | +30d48m11.85s | 429.99       |
| 9   | LEDA/PGC 1915707        | 2MASX J15360305+3043596   | 15h36m03.060s | +30d43m59.51s | 457.04       |
| 10  | LEDA/PGC 1911712        | 2MASX J15345308+3038184   | 15h34m53.070s | +30d38m18.90s | 508.89       |
| 11  | 2MASX J15361259+3042116 | WISEA J153612.64+304211.9 | 15h36m12.639s | +30d42m12.16s | 556.29       |
| 12  | LEDA/PGC 1909606        | 2MASX J15360375+3035066   | 15h36m03.730s | +30d35m07.00s | 583.12       |
| 13  | LEDA/PGC 55576          | NSA 56903                 | 15h36m19.441s | +30d40m56.34s | 641.96       |
| 14  | NGC 5961                | LEDA/PGC 55515            | 15h35m16.320s | +30d51m51.05s | 643.94       |
| 15  | LEDA/PGC 1915372        | NSA 56904                 | 15h36m18.910s | +30d43m32.90s | 647.34       |